# Vernonanthura cocleana
Vernonanthura cocleana là một loài thực vật có hoa trong họ Cúc. Loài này được (S.C.Keeley) H.Rob. miêu tả khoa học đầu tiên năm 1992.